# Ellston
Ellston és una població dels Estats Units a l'estat d'Iowa. Segons el cens del 2000 tenia 57 habitants.

## Demografia
Segons el cens del 2000, Ellston tenia 57 habitants, 23 habitatges, i 16 famílies. La densitat de població era de 100 habitants/km².
Dels 23 habitatges en un 39,1% hi vivien nens de menys de 18 anys, en un 47,8% hi vivien parelles casades, en un 17,4% dones solteres, i en un 30,4% no eren unitats familiars. En el 30,4% dels habitatges hi vivien persones soles el 17,4% de les quals corresponia a persones de 65 anys o més que vivien soles. El nombre mitjà de persones vivint en cada habitatge era de 2,48 i el nombre mitjà de persones que vivien en cada família era de 3,13.
Per edats la població es repartia de la següent manera: un 24,6% tenia menys de 18 anys, un 12,3% entre 18 i 24, un 26,3% entre 25 i 44, un 29,8% de 45 a 60 i un 7% 65 anys o més.
L'edat mediana era de 39 anys. Per cada 100 dones de 18 o més anys hi havia 115 homes.
La renda mediana per habitatge era de 35.625 $ i la renda mediana per família de 45.000 $. Els homes tenien una renda mediana de 14.583 $ mentre que les dones 23.571 $. La renda per capita de la població era de 10.345 $. Entorn del 10% de les famílies i el 17,5% de la població estaven per davall del llindar de pobresa.

## Poblacions més properes
El següent diagrama mostra les poblacions més properes.